# Svarvarmosskogen
Svarvarmosskogen este o arie protejată (arie specială de conservare — SAC, sit de importanță comunitară — SCI) din Suedia întinsă pe o suprafață de 21,3 ha, integral pe uscat.

## Localizare
Centrul sitului Svarvarmosskogen este situat la coordonatele 59°57′06″N 18°26′54″E / 59.9516°N 18.4484°E.

## Înființare
Situl Svarvarmosskogen a fost declarat sit de importanță comunitară în iunie 2001 pentru a proteja 1 specie de plante. Situl a fost protejat și ca arie specială de conservare în martie 2011.

## Biodiversitate
Situată în ecoregiunea boreală, aria protejată conține 3 habitate naturale: Păduri caducifoliate de mlaștină fino-scandinave, Taiga vestică, Mlaștini turboase de tranziție și turbării mișcătoare.
La baza desemnării sitului se află o specie protejată de  plante: Buxbaumia viridis.